# Конюший великий коронний
Конюший великий коронний (пол. Koniuszy wielki koronny, лат. magister stabuli regni) — придворна посада у Речі Посполитій. Існувала уже за часів Казимира III Великого у XIV столітті. До компетенції великого конюшого входило слідкувати за усіма стайнями і розпоряджатися їх бюджетом. Властиві функції цього уряду виконували підконюші, а сам уряд конюший великий коронний з часом став чисто титулярним.
До конюших коронних належали: Боровський Мартин Казимир, Велопольський Ієроним, Вишневецький Януш, Дідушицький Юрій Станіслав, Заславський-Острозький Володислав Домінік, Збаразький Кшиштоф, Конєцпольський Ян Александр, Любомирський Александер Міхал, Любомирський Юзеф Кароль, Кіцький Ян, Матчинський Марек, Пшиємський Адам Ольбрахт.
У Великому Князівстві Литовському цій посаді відповідав конюший великий литовський.
Конюшими великими литовським були: Радзивілл Богуслав, Радзивілл Карл Станіслав, Радзивілл Михайло Казимир «Рибонька», Радзивілл Удальрик Кшиштоф, Францішек Стефан Сапіга, Михайло Сапіга, Павло Стефан Сапіга, Флеммінг Якуб Генрих, Кшиштоф Ходкевич,